# Outside My Window
Singles de Stevie Wonder
Send One Your Love
(1979) Master Blaster (Jammin')
(1980)
Outside My Window est un single de l'auteur-compositeur-interprète américain Stevie Wonder sorti en 1980 et issu de son album Journey Through The Secret Life Of Plants.

## Contexte
La chanson constitue le 2e single de l'album après Send One Your Love, le 3e si l'on considère Black Orchid, uniquement sorti au Royaume-Uni en janvier 1980.
Écrit et produit par Wonder, il sort sous la référence T-54308F chez Tamla en mars 1980. Le titre présent en face B, Same Old Story, voit la participation de Benjamin Bridges à la guitare.
Les ventes du single sont considérées comme un échec (le single n'atteint pas le top 50 du Billboard Hot 100) et le film documentaire dont l'album constituait la bande original ne convainc pas le public. La Motown se fixe donc de nouveaux objectifs avec son album suivant, Hotter Than July, qui sort en septembre 1980.

### Crédits
- Stevie Wonder - voix, synthétiseurs[7]
- Michael Sembello - guitare[7],[6]

### Versions
| 1. | Outside My Window | Stevie Wonder | 3:45 |
| 2. | Same Old Story    | Stevie Wonder | 3:45 |

## Classements
| Classement (1980)                         | Meilleure Position |
| ----------------------------------------- | ------------------ |
| États-Unis (Billboard Hot 100)            | 52                 |
| États-Unis (Billboard R&B)                | 56                 |
| États-Unis (Billboard Adult Contemporary) | 43                 |
| Royaume-Uni (UK Singles Chart)            | 52                 |